# R-145BM

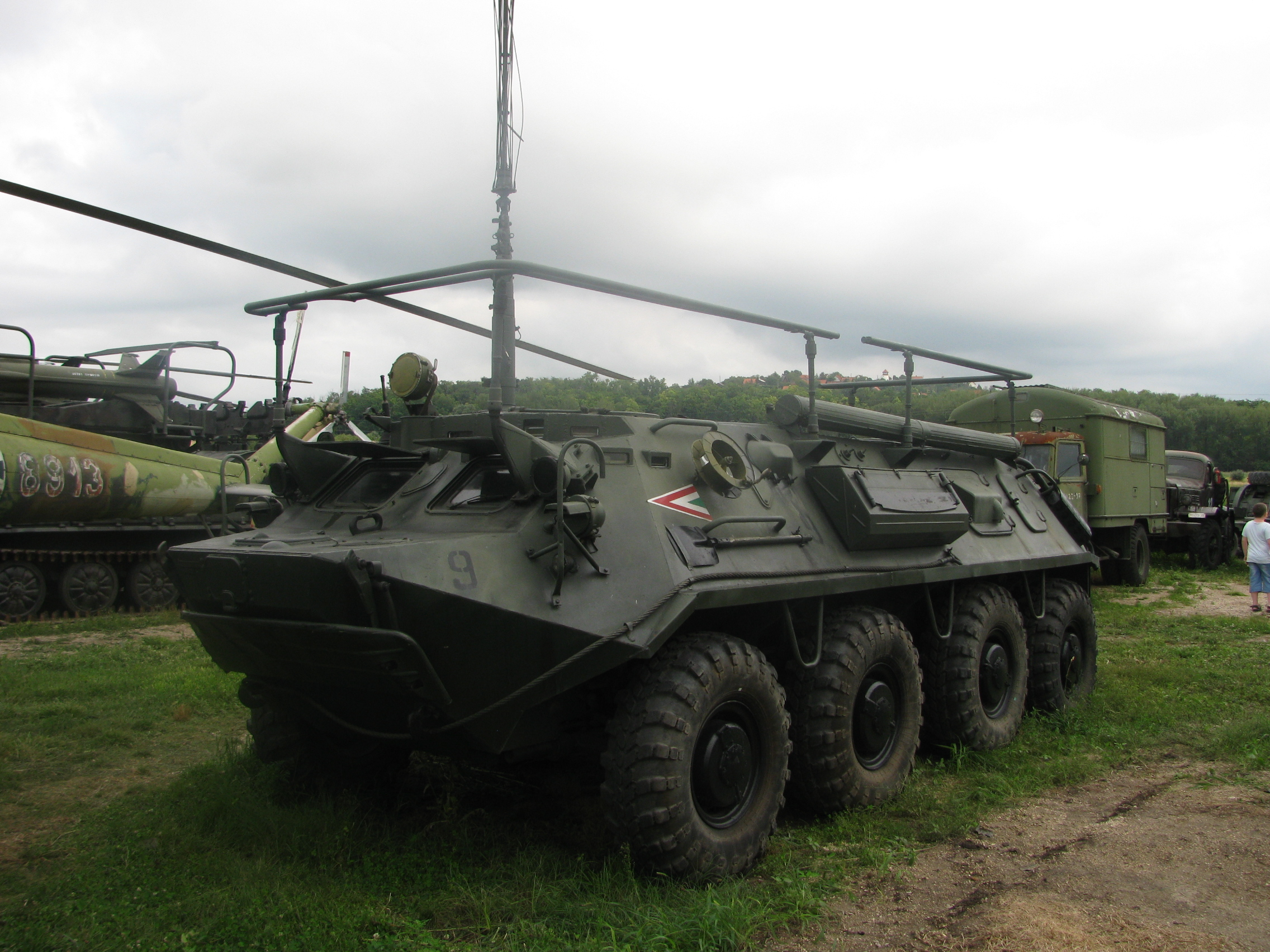
Un R-145BM au musée militaire de Zamárdi, en Hongrie.

Le R-145BM « Tchaïka » est un véhicule de commandement et d'état-major soviétique créé sur la base du véhicule blindé de transport de troupes BTR-60PA.
L'objectif principal du R-145BM est d'organiser les communications radio dans les points de contrôle mobiles.
À l'intérieur se trouve deux compartiments : un compartiment de commandement à l'avant et un local technique à l'arrière.
Le R-145BM maintient des communications bidirectionnelles fiables sur un terrain modérément accidenté.
Les stations de radio suivantes sont installées dans le véhicule:
- R-130M ;
- R-111 ;
- R-123MT